# Taowu liui
Taowu — викопний рід махайродонтових. Він жив під час раннього плейстоцену близько 2.5 мільйонів років тому в Східній Азії. Поки що відомий лише один череп, знайдений на півночі Китаю. На основі цього можна реконструювати відносно невеликого представника шаблезубих, який досягав розмірів лише сучасного леопарда. У своїх характеристиках зубів він є посередником між філогенетично старшими формами, такими як Amphimachairodus, і молодшими представниками, такими як Homotherium. Рід був науково описаний у 2022 році, але знахідний матеріал вдалося відновити ще у 1930-х роках.